# Platsjkovtsi
Platsjkovtsi (Bulgaars: Плачковци Plačkovci) is een kleine stad in Bulgarije. De stad is gelegen in de gemeente Trjavna in oblast Gabrovo. De stad ligt 14 km ten zuidoosten van Gabrovo en 176 km ten oosten van Sofia.

## Bevolking
Op 31 december 2020 telde de stad Platsjkovtsi 1.416 inwoners. Het aantal inwoners vertoont al vele jaren een dalende trend: in 1975 had de stad nog 3.137 inwoners.
In de stad wonen nagenoeg uitsluitend etnische Bulgaren. In de optionele volkstelling van 2011 identificeerden 1.695 van de 1.717 ondervraagden zichzelf als etnische Bulgaren, oftewel 98,7%.
| Etnische samenstelling van de respondenten (2011) | Etnische samenstelling van de respondenten (2011) | Etnische samenstelling van de respondenten (2011) | Etnische samenstelling van de respondenten (2011) | Etnische samenstelling van de respondenten (2011) |
| ------------------------------------------------- | ------------------------------------------------- | ------------------------------------------------- | ------------------------------------------------- | ------------------------------------------------- |
|                                                   |                                                   |                                                   |                                                   |                                                   |
| Bulgaren                                          | Bulgaren                                          |                                                   | 98,7%                                             | 98,7%                                             |
| Turken                                            | Turken                                            |                                                   | 0,2%                                              | 0,2%                                              |
| Roma                                              | Roma                                              |                                                   | 0,3%                                              | 0,3%                                              |
| Anders/Onbekend                                   | Anders/Onbekend                                   |                                                   | 0,8%                                              | 0,8%                                              |